# Battaglia terrestre di Narvik
La battaglia terrestre di Narvik venne combattuta tra il 9 aprile e l'8 giugno 1940 nei dintorni della città norvegese di Narvik, e vide contrapposti un contingente di truppe tedesche sotto il generale Eduard Dietl, che si era impossessato della città con un attacco a sorpresa, ed una forza Alleata composta da reparti norvegesi, britannici, francesi e polacchi. La battaglia, uno dei maggiori scontri della campagna di Norvegia della seconda guerra mondiale, si concluse con la ritirata delle truppe Alleate, che pure erano riuscite a riprendere la città ai tedeschi.

## Antefatti

### Weserübung
All'alba del 7 aprile 1940 unità navali tedesche lasciarono i porti della Germania settentrionale facendo rotta a nord, per dare avvio all'operazione Weserübung, il piano d'invasione di Danimarca e Norvegia; sei gruppi navali tedeschi partirono scaglionati verso altrettante località strategiche lungo la costa norvegese, mentre altre forze andavano ad ammassarsi sul confine terrestre tra Danimarca e Germania. L'azione, progettata dal generale Nikolaus von Falkenhorst e fortemente appoggiata dal comandante della Kriegsmarine Erich Raeder, era stata voluta da Adolf Hitler poco più di un mese prima, sfruttando come casus belli il cosiddetto "incidente dell'Altmark". Il timore che una forza Alleata potesse impossessarsi dei porti norvegesi rappresentava un grave pericolo per la prosecuzione della guerra da parte della Germania: quasi il 70% del ferro di cui necessitava l'industria tedesca proveniva infatti dai minerali ferrosi estratti nelle miniere di Kiruna e Gällivare, nella neutrale Svezia; nei mesi estivi questi carichi raggiungevano la Germania attraverso i porti svedesi sul Baltico, ma d'inverno il golfo di Botnia gelava quasi completamente, obbligando i mercantili tedeschi a trovare un'altra strada. I carichi di minerale ferroso erano quindi trasportati per ferrovia nel porto di Narvik, sempre libero dai ghiacci, e discendevano poi via mare la lunga costa norvegese fino ai porti della Germania settentrionale. Se questa importante via di rifornimento fosse stata interrotta, lo sforzo bellico tedesco ne avrebbe risentito pesantemente.

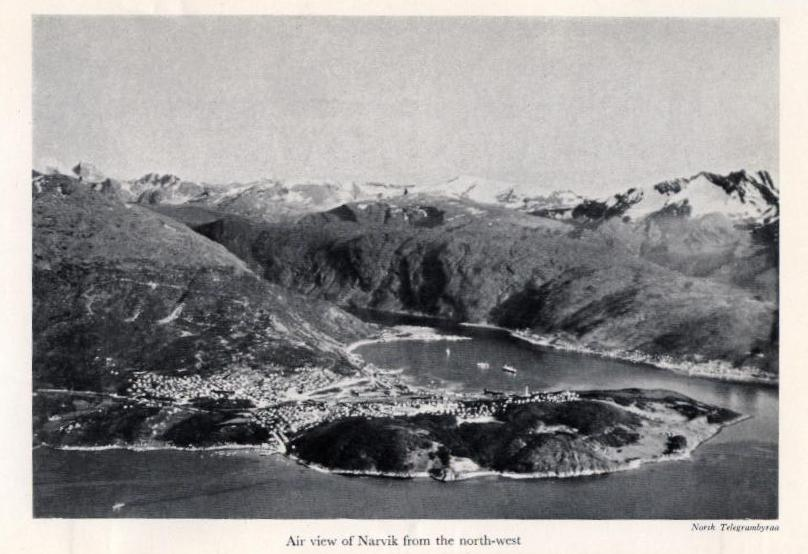
Veduta della città di Narvik nel 1940

L'occupazione di Narvik costituiva quindi uno dei cardini di Weserübung: il porto era l'obiettivo del Marinegruppe 1 del commodoro Friedrich Bonte, composto da 10 cacciatorpediniere ognuno dei quali imbarcava 200 soldati del Gebirgsjägerregiment 139 ("139º Reggimento fanteria da montagna") del generale Eduard Dietl; sfruttando le forti tempeste del mare di Norvegia come copertura dalla ricognizione aerea britannica, le unità tedesche si diressero indisturbate verso il loro lontano obiettivo. Quello che i tedeschi ignoravano era però che gli Alleati avevano appena lanciato un'operazione analoga: fin dal suo insediamento come Primo Lord dell'Ammiragliato, Winston Churchill
aveva progettato di occupare il porto di Narvik con un contingente di truppe Alleate, ma il piano era stato respinto dal Governo britannico, preoccupato per la violazione della neutralità norvegese che esso implicava; solo dopo lunghe negoziazioni il 28 marzo 1940 i vertici Alleati autorizzarono il lancio dell'operazione Wilfred: il piano consisteva più che altro nel minamento delle acque territoriali norvegesi per impedirne il transito ai mercantili tedeschi, ma una sua appendice (Piano R4) prevedeva, in caso di reazione della Germania contro la Norvegia, di occupare Narvik con un contingente di truppe franco-britanniche. Quello stesso 7 aprile l'operazione era appena agli inizi, con tre gruppi navali britannici inviati a stendere i campi minati nelle acque norvegesi; contemporaneamente, tre brigate di fanteria britanniche erano tenute pronte per mettere in atto il Piano R4 qualora se ne fosse presentata la necessità.
I primi avvistamenti della forza d'invasione tedesca si ebbero intorno alle 7:00, quando i ricognitori britannici rilevarono alcune navi tedesche dirette a Trondheim: l'Ammiragliato mise subito in allarme la Home Fleet dell'ammiraglio Charles Forbes, temendo che i tedeschi stessero per mettere in atto il temuto "sfondamento atlantico", un attacco in massa da parte della flotta di superficie contro i convogli diretti in Gran Bretagna; la reazione britannica arrivò comunque troppo in ritardo per impedire ai tedeschi di portare a termine tutte le loro operazioni di sbarco.

### Obiettivo Narvik

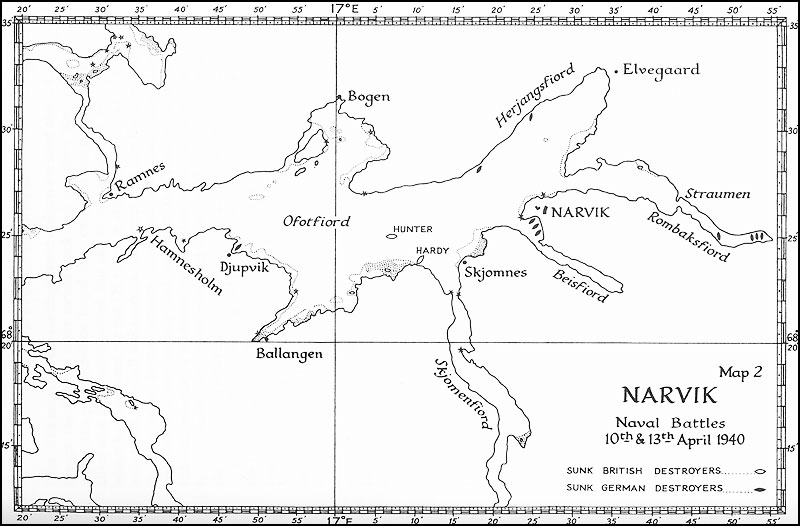
Mappa dell'Ofotfjord e dei fiordi laterali, con segnate le posizioni delle navi affondate nel corso delle due battaglie navali di Narvik

Alle 3:00 del 9 aprile i cacciatorpediniere del Marineguppe 1 penetrarono con il favore dell'oscurità nell'Ofotfjord, il fiordo che conduce a Narvik: il commodoro Bonte inviò tre unità in un fiordo laterale per catturare un deposito dell'esercito norvegese ad Elvegårdsmoen, ed altre due più a nord per impossessarsi di presunte batterie costiere norvegesi che difendevano gli approdi al porto; lo stesso Bonte si diresse invece con tre unità al Post Pier, il molo principale del porto di Narvik. Qui le unità tedesche si trovarono la strada sbarrata da due corazzate costiere norvegesi, la Eidsvold e la Norge, che intimarono l'alt: Bonte offrì loro la resa, che venne rifiutata, ed in un breve scontro entrambe le vecchie unità norvegesi vennero colate a picco, senza perdite da parte dei tedeschi. Eliminata questa resistenza, le forze di Dietl sbarcarono e si assicurarono la città rapidamente: il comandante della guarnigione, colonnello Konrad Sundlo, era un sostenitore del filo-nazista Vidkun Quisling, e si arrese senza opporre resistenza; il grosso della guarnigione, comunque, sfuggì alla cattura e si attestò in una posizione difensiva nei pressi del confine svedese.
L'operazione era stata un successo ma la Royal Navy reagì rapidamente. La mattina del 10 aprile, sfruttando la copertura di una tormenta di neve, cinque cacciatorpediniere britannici sotto il comando del capitano Bernard Warburton-Lee si infiltrarono non viste nell'Ofotfjord, e lanciarono un attacco a sorpresa contro le unità tedesche ancorate nel porto: due cacciatorpediniere vennero affondati (uno con a bordo il commodoro Bonte, che morì nell'affondamento) e tre gravemente danneggiati in un rapido scambio di colpi. Mentre si dirigeva verso il mare aperto, la squadra di Warburton-Lee venne però attaccata dalle restanti navi tedesche: due cacciatorpediniere britannici vennero affondati (tra cui l'ammiraglia di Warburton-Lee, che spirò a causa delle ferite riportate) ed un terzo gravemente danneggiato. L'azione, comunque, portò di fatto all'intrappolamento delle restanti navi tedesche nel fiordo di Narvik; il 13 aprile seguente, una seconda squadra navale britannica capitanata dalla corazzata HMS Warspite penetrò nell'Ofotfjord per completare le distruzione del Marinegruppe 1: tutte le navi tedesche vennero braccate ed affondate, con danni minimi per le unità britanniche.
Con queste due azioni navali i britannici riaprirono la partita per il controllo della Norvegia settentrionale, guadagnando la supremazia in mare ed isolando le truppe di Dietl sia dalla Germania sia dal resto dei reparti tedeschi sbarcati in territorio norvegese. Il 14 aprile l'ammiraglio William Boyle, 12º Conte di Cork and Orrery (meglio noto come "Lord Cork") venne inviato da Churchill ad assumere il comando delle forze britanniche dispiegate nell'area, con l'obiettivo preciso di riconquistare Narvik ai tedeschi.

## Le forze in campo

### Forze tedesche

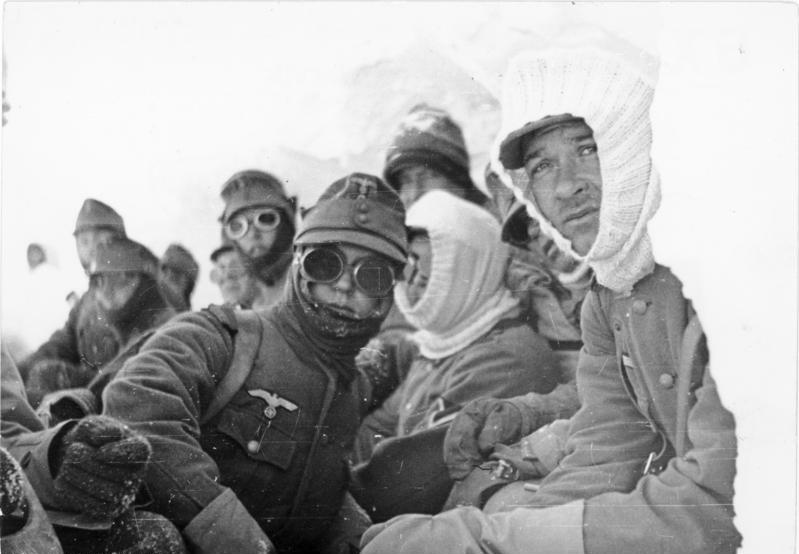
Fanti da montagna tedeschi sul fronte di Narvik

Le forze tedesche del generale Dietl che occupavano Narvik ed i suoi dintorni erano relativamente esigue: il nucleo centrale era costituito dai circa 2 000 uomini del Gebirgsjägerregiment 139, parte della 3. Gebirgs-Division formata nel 1938 dopo l'Anschluss a partire da due divisioni da montagna dell'ex esercito austriaco; l'unità avrebbe dovuto essere appoggiata da una batteria di cannoni da 150 mm e da tre batterie di cannoni antiaerei 8,8 cm FlaK provenienti dal reggimento d'artiglieria della divisione, ma la nave che le trasportava venne affondata dai cacciatorpediniere britannici il 10 aprile, con la perdita dell'intero carico. In aggiunta a queste forze, Dietl radunò i circa 2 000 marinai dei cacciatorpediniere tedeschi affondati nelle due battaglie navali e li riunì in un improvvisato "reggimento di marina", in gran parte equipaggiato con le armi leggere catturate nel deposito norvegese di Elvegårdsmoen.
Le unità della Royal Navy impedivano qualsiasi rifornimento via mare, ma la Luftwaffe fu in grado di realizzare un ponte aereo partendo dall'appena conquistato aeroporto di Værnes, vicino Trondheim. Il 13 aprile dieci aerei da trasporto Junkers Ju 52 atterrarono a nord della città sul lago di Hartvigatn, completamente ghiacciato in quel periodo, portando rifornimenti e quattro cannoni da montagna da 75 mm; uno solo dei dieci aerei riuscì però a ridecollare dal lago ghiacciato, mentre altri quattro vennero distrutti al suolo dai velivoli Alleati. Altri rifornimenti vennero portati da idrovolanti che ammaravano nelle acque del fiordo oppure paracadutati dal cielo, insieme a 528 fallschirmjäger del 2º Reggimento paracadutisti ed altri 66 fanti di montagna che avevano completato un improvvisato corso di paracadutismo. Infine, la Luftwaffe fu in grado di garantire una certa superiorità aerea durante tutto il corso della battaglia, compiendo spesso diversi attacchi contro le unità navali Alleate con bombardieri Junkers Ju 88 ed Heinkel He 111.

### Forze Alleate
La poco popolosa Norvegia manteneva un esercito relativamente ridotto, composto in massima parte da riservisti ed addestrato prevalentemente per la difesa territoriale. Narvik rientrava nella 6ª Regione Militare, con comando a Tromsø e responsabile della difesa dell'intera Norvegia settentrionale, la quale metteva in campo la 6ª Divisione fanteria norvegese del generale Carl Gustav Fleischer, composta da tre reggimenti di fanteria, un gruppo di artiglieria da montagna ed un battaglione di genieri; rispetto alle altre forze norvegesi, la 6ª Divisione aveva il vantaggio di essere stata parzialmente mobilitata durante gli eventi della guerra d'inverno tra Unione Sovietica e Finlandia, anche se al momento dell'attacco tedesco il grosso delle sue unità (così come il suo comandante) si trovavano nella regione di confine di Finnmark, piuttosto distanti da Narvik.
Le forze Alleate inviate a Narvik erano riunite nella Rupertforce del maggior generale britannico Pierse Mackesy; il nucleo della Rupertforce era costituito dalla 24th (Guards) Brigade, una formazione dell'esercito regolare che metteva in campo tre battaglioni di fanteria (1º Battaglione Scots Guards Regiment, 1º Battaglione Irish Guards Regiment, 2º Battaglione South Wales Borderes Regiment) ed un'unica batteria di artiglieria da campagna dotata di cannoni Ordnance QF 25 lb. La Royal Air Force dispiegò nella Norvegia settentrionale due squadriglie di caccia con apparecchi Gloster Gladiator ed Hawker Hurricane, di base nell'aeroporto di Bardufoss; la Royal Navy mantenne al largo di Narvik una forza considerevole, con le corazzate Warspite e HMS Resolution e svariati incrociatori e cacciatorpediniere, oltre a fornire navi da trasporto e mezzi da sbarco per l'intera forza.

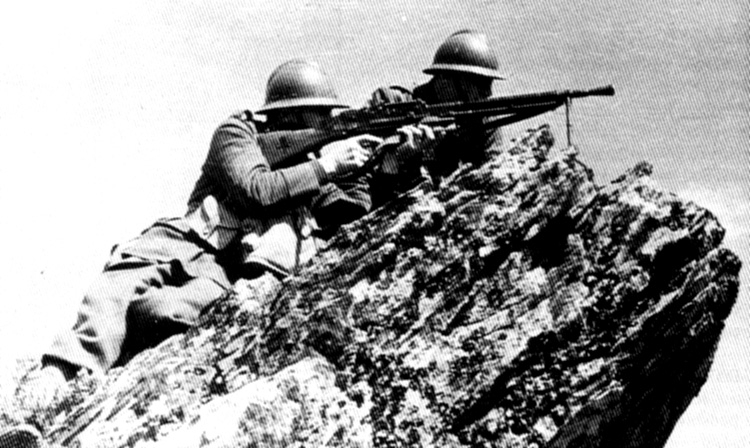
Fanti polacchi della Brigata "Altipiani" azionano una mitragliatrice francese

La Francia contribuì alla campagna norvegese con la 1er Division Légère de Chasseurs del generale Antoine Béthouart, una formazione ad hoc costituita per l'occasione con due demi-brigade di Chasseurs Alpins ("Cacciatori delle Alpi", le truppe da montagna dell'esercito francese) ed una di volontari provenienti dalla Legione straniera. A Narvik andarono il comando della divisione, la 27e Demi-brigade de Chasseurs Alpins su tre battaglioni di fanteria da montagna, e la 13e Demi-brigade de Légion étrangère (13ª DBLE) con due battaglioni di fanteria, una compagnia da ricognizione dotata di motociclette ed un gruppo di artiglieria coloniale con cannoni da 75 mm; in aggiunta a queste forze, venne inviata anche una compagnia autonoma con 15 carri armati Hotchkiss H-39.
Sempre dalla Francia arrivava anche la Samodzielna Brygada Strzelców Podhalańskich (1ª Brigata Indipendente "Altipiani") del generale Zygmunt Bohusz-Szyszko, formazione costituita da soldati del disciolto esercito polacco che erano riusciti a riparare in occidente dopo la disastrosa conclusione della campagna di Polonia. La brigata, da poco costituita, era strutturata secondo i canoni dell'esercito francese e consisteva in due demi-brigade di due battaglioni di fanteria ognuna; sebbene fosse concepita come un'unità di fanteria da montagna, la brigata era stata dotata di un miscuglio di armi, uniformi ed equipaggiamenti francesi di varia provenienza, spesso vecchi od obsoleti, e pochi dei suoi soldati possedevano un addestramento specifico alla guerra in ambiente montano.

## La battaglia

### Le prime mosse
Nei giorni immediatamente successivi all'occupazione della città, le truppe di Dietl si allargarono nelle zone intorno a Narvik al fine di stabilire un solido perimetro difensivo; il 15 aprile i gebirgsjäger tedeschi attaccarono la stazione di Bjørnfjell, sul confine tra Norvegia e Svezia: la guarnigione norvegese, due compagnie di fanteria fuggite da Narvik il 9 aprile, si arrese dopo un breve combattimento, consentendo ai tedeschi di impadronirsi della linea ferroviaria. In seguito, Dietl estese il suo perimetro più a nord, andando ad occupare le cittadine di Bjerkvik e Gratangsbortn, oltre allo strategico passo di Lapphaug che dominava la strada che collegava Narvik al nord. A difesa di queste due località il generale dispose due battaglioni del Gebirgsjägerregiment 139, mentre il terzo battaglione venne disposto a Beisfjord, per difendere gli approcci a Narvik dal sud; il reggimento di marina venne invece schierato a Narvik stessa e nelle zone interne dell'Ofotfjord, per difenderne le coste da possibili sbarchi degli Alleati. Mentre i tedeschi si trinceravano sulle posizioni raggiunte, le disperse truppe norvegesi si ritirarono verso il villaggio di Fossbakken, poco a nord di Lapphaug, dove stabilirono una posizione difensiva in attesa dei rinforzi provenienti da nord: rientrato precipitosamente al suo comando di Tromsø, il generale Fleischer si diede subito da fare per trasferire via mare le unità della 6ª Divisione verso sud.

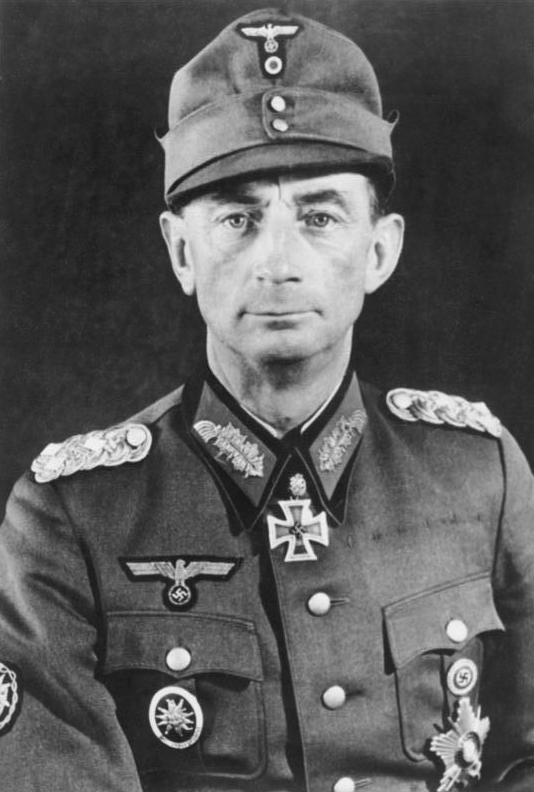
Eduard Dietl, comandante dei gebirgsjäger tedeschi

I primi reparti britannici arrivarono nella tarda mattinata del 14 aprile, quando l'incrociatore HMS Southampton con a bordo il generale Mackesy e due compagnie delle Scots Guards si presentò davanti al porto di Harstad, 50 chilometri (in linea d'aria) a nord-ovest di Narvik; appurato dalle autorità locali che il porto non era sotto controllo dei tedeschi, le unità britanniche sbarcarono incontrastate alle 14:00, stabilendo una base avanzata per il resto del contingente. Fin dall'inizio emersero contrasti in seno ai comandi britannici sulla linea da tenere: Lord Cork, che incrociava in zona a bordo dell'incrociatore HMS Aurora, era favorevole ad un immediato sbarco direttamente nel porto di Narvik, impegnando un contingente formato dalle due compagnie delle Scots Guards e da reparti di Royal Marines e marinai, massicciamente appoggiati dal fuoco delle navi da battaglia presenti in zona; Mackesy, al contrario, prediligeva una strategia di approccio indiretto per evitare alte perdite, ed in ogni caso era contrario a bombardare obiettivi civili. L'azione di sbarco immediato venne poi rinviata quando ci si rese conto che le unità da trasporto erano state caricate in vista di un semplice trasferimento, e non in previsione di un assalto a posizioni nemiche.
I restanti reparti del contingente britannico arrivarono tra il 15 ed il 16 aprile; le truppe vennero bene accolte dai norvegesi, anche se era palese che non erano né equipaggiate né addestrate per il combattimento in ambiente artico. Il porto di Harstad, progettato per lo più per il traffico costiero, si rivelò ben presto troppo piccolo per accogliere tutte le navi del contingente o per garantire celermente lo scarico dei trasporti, e le operazioni di sbarco si svolsero in una certa confusione; per decongestionare la situazione, un nuovo ancoraggio per la flotta venne individuato davanti alla cittadina di Skånland, più a sud, e tra il 18 ed il 19 aprile i South Wales Borderes vennero qui trasferiti per difendere la base da incursioni via terra dei tedeschi. In quegli stessi giorni, le Irish Guards vennero trasferite via mare a Bogen, sul lato nord dell'Ofotfjord, in previsione di un loro possibile sbarco nella zona davanti a Narvik.

### Avvicinamento a Narvik

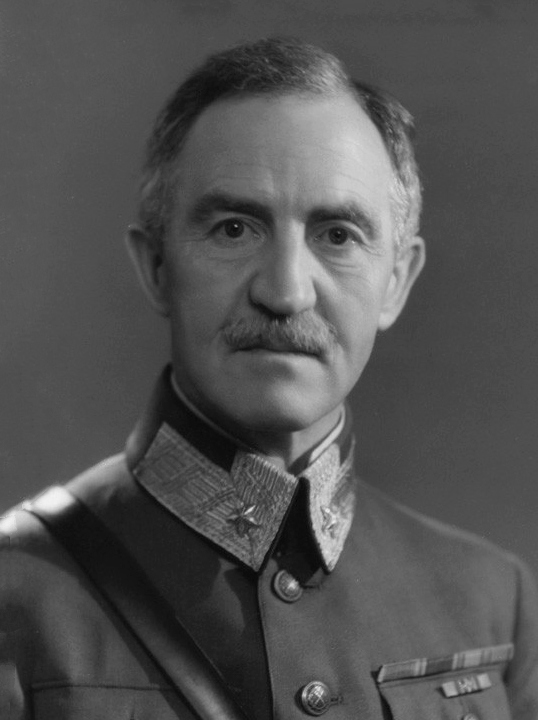
Il generale Carl Gustav Fleischer, comandante delle truppe norvegesi

Il 23 aprile le truppe norvegesi iniziarono i loro attacchi da nord per restringere il perimetro tenuto dai tedeschi. Fleischer era riuscito a concentrare a Fossbakken parte della sua 6ª Divisione, riorganizzandola in due brigate indipendenti, la 6ª Brigata schierata sulla sinistra e la 7ª Brigata sulla destra; queste forze vennero lanciate contro i due battaglioni di gebirgsjäger che difendevano il passo di Lapphaug, ma gli attacchi, ostacolati dalle abbondanti nevicate, vennero tutti respinti dalle postazioni di mitragliatrici tedesche, ed alle 19:00 Fleischer ordinò di interrompere l'azione. Più successo ebbe invece un battaglione norvegese inviato sulla destra a tagliare la via di ritirata dei tedeschi: attraversata la catena montuosa, le truppe norvegesi presero la cittadina di Gratangsbotn, dove si sistemarono per la notte; la mattina dopo, tuttavia, un contrattacco tedesco colse di sorpresa i norvegesi, che vennero costretti a ritirarsi dopo aver subito pesanti perdite. Sia Gratangsbotn che Lapphaug vennero poi abbandonate dai tedeschi il 26 aprile per accorciare la linea da difendere, ed i gebirgsjäger ripiegarono qualche chilometro più a sud attestandosi sul passo di Labergdal.
Per appoggiare l'attacco norvegese, e sperando sempre che uno sbarco direttamente a Narvik fosse ancora fattibile, il 24 aprile Lord Cork, nominato il 20 aprile precedente comandante di tutte le forze navali, aeree e terrestri nella zona di Narvik, condusse la corazzata Warspite, gli incrociatori Aurora, HMS Enterprise e HMS Effingham, ed il cacciatorpediniere HMS Zulu a bombardare le posizioni tedesche a Narvik; l'ammiraglio fece anche imbarcare le Irish Guards sulla nave-officina Vindicative, con l'intenzione di sbarcarle nel porto qualora le circostanze si fossero dimostrate favorevoli. Il bombardamento durò tre ore, ma si dimostrò incapace di mettere a tacere le posizioni di mitragliatrici tedesche disposte a difesa della costa; sebbene un piccolo contingente fosse riuscito a sbarcare con successo in un tratto di costa non difesa, Lord Cork si rese conto che un attacco lungo le scogliere del fiordo, ricoperte di neve e difese dalle mitragliatrici tedesche, si sarebbe trasformato in un massacro, ed abbandonò l'idea rimandando il tutto allo scioglimento delle nevi.

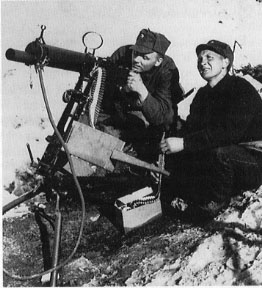
Fanti norvegesi manovrano una mitragliatrice M/29

Scartata l'idea di uno sbarco direttamente nel porto, venne stabilito di approcciare Narvik dal sud: il 28 aprile, lo stesso giorno in cui arrivarono in zona il generale Béthouart ed i primi reparti della 27e Demi-brigade de Chasseurs Alpins francese, i South Wales Borderes sbarcarono incontrastati a Ballangen, sulla costa sud dell'Ofotfjord, da dove tre giorni dopo si spinsero via mare ad Håkvik. Da qui i britannici mossero verso le posizioni tedesche davanti alla cittadina di Ankenes, da dove era possibile minacciare la stessa Narvik, distante solo pochi chilometri sull'altro lato del Beisfjord; un tentativo di prendere la cittadina venne però respinto dal fuoco dei cannoni tedeschi posizionati a Narvik. Il 2 maggio un centinaio di gebirgsjäger tentarono un contrattacco lungo la strada tra Ankenes ed Håkvik, ma questo tentativo venne fermato dal fuoco dei grossi calibri dell'incrociatore Aurora.
Dopo essersi consultato con Fleischer, tra il 28 ed il 30 aprile Lord Cork inviò Béthouart con due battaglioni di Chasseurs Alpins ed il gruppo d'artiglieria francese in appoggio ai norvegesi, mentre il terzo battaglione della 27e Demi-brigade fu spedito ad Håkvik, essendo meglio equipaggiato rispetto ai South Wales Borderes per operare sulla neve. Prendendo posizione sul fianco destro dei norvegesi, le truppe di Béthouart fornirono appoggio ai nuovi tentativi di Fleischer di ributtare indietro i tedeschi: il 4 maggio francesi e norvegesi attaccarono il passo di Labergdal trovando la dura resistenza dei reparti tedeschi, favoriti anche dalla morfologia del terreno e dalle abbondanti nevicate; solo dopo sei giorni di pesanti combattimenti le truppe tedesche vennero scacciate dal passo, ripiegando con ordine verso Bjerkvik. Sul fianco sinistro, la 6ª Brigata norvegese continuò a premere i tedeschi respingendoli lentamente verso la stazione di Bjornfjell, anche se il terreno montuoso lungo il confine con la Svezia rendeva ardua qualsiasi avanzata.

### La cattura di Bjerkvik
Mentre le truppe della Rupertforce progredivano lentamente verso Narvik, nuovi sviluppi avevano luogo nella Norvegia centrale: il 3 maggio le truppe britanniche inviate nella zona vennero evacuate da Namsos dopo una fallimentare campagna contro il contingente tedesco sbarcato a Trondheim, che fu così in grado di iniziare la marcia verso nord per spezzare l'assedio delle truppe di Dietl; dimostratasi determinante nei combattimenti intorno Trondheim, la Luftwaffe concentrò subito i suoi sforzi contro i trasporti Alleati nella zona di Narvik: una delle prime vittime fu il cacciatorpediniere polacco ORP Grom, colato a picco il 4 maggio nel Rombaksfjord durante una missione di fuoco contro Narvik. Nonostante gli sforzi dell'aviazione tedesca, comunque, l'arrivo di ulteriori rinforzi per gli Alleati non venne impedito: il 6 maggio arrivarono a Ballangen i reparti della 13ª DBLE, seguiti tre giorni più tardi dai polacchi della brigata "Altipiani"; questi ultimi vennero subito inviati ad Håkvik, per dare il cambio ai South Wales Borderes davanti a Ankenes.

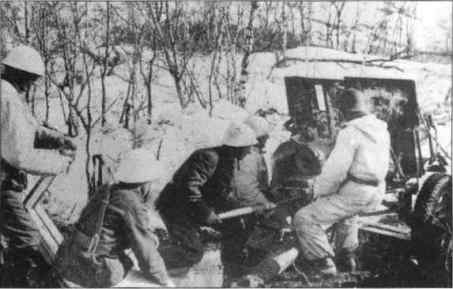
Artiglieri norvegesi azionano un cannone Ehrhardt 7.5 cm Modello 1901 sul fronte di Narvik

L'arrivo dei rinforzi e le pressioni da Londra convinsero Lord Cork a tentare la lungamente rinviata operazione di sbarco: visto che gli sforzi franco-norvegesi per prendere Bjerkvik via terra da nord non stavano dando risultati, venne deciso di occupare la cittadina con uno sbarco da sud, poiché la costa non sembrava fortemente presidiata e si prestava bene ad un'operazione anfibia; da Bjerkvik sarebbe stato poi possibile occupare la penisola di Öyjord, ottima base avanzata per sbarcare poi a Narvik. Originariamente progettata per la notte tra l'11 ed il 12 maggio, l'operazione venne invece posticipata di un giorno; dello spostamento non furono avvisati i norvegesi, che il 12 maggio iniziarono una serie di attacchi contro le posizioni tedesche sul bordo del pianoro di Kuberg, al fine di distrarne l'attenzione dal sud: nel corso di due settimane di aspri combattimenti in mezzo alla neve alta, la 6ª Brigata norvegese catturò sia il pianoro sia una serie di alture che lo dominavano, respingendo progressivamente i tedeschi verso il confine svedese.
Lo sbarco a Bjerkvik iniziò alla mezzanotte del 13 maggio, in piena luce grazie agli effetti del cosiddetto "sole di mezzanotte": dopo un'ora di bombardamento da parte dei grossi calibri della corazzata Resolution e degli incrociatori Aurora ed Effingham, cinque mezzi da sbarco LCA britannici portarono a terra la prima ondata, 120 legionari della 13ª DBLE ed un carro H-39, seguiti un'ora più tardi dal resto del 1º Battaglione della Legione e da altri due H-39 a bordo di scialuppe; i legionari sbarcarono mezzo miglio ad ovest del paese e, con l'appoggio dei carri, ributtarono indietro i difensori tedeschi, prendendo il centro abitato ed avanzando lungo la strada che conduceva a nord. La seconda ondata (il 2º Battaglione della 13ª DBLE ed altri due H-39) prese terra mezzo chilometro a sud di Bjerkvik intorno alle 3:00; i legionari attaccarono il deposito e l'abitato di Elvegårdsmoen, conquistandolo dopo un duro combattimento casa per casa, e costringendo i difensori tedeschi a fuggire verso est. La sezione motociclisti prese quindi terra e si mosse rapidamente verso sud, occupando la penisola di Öyjord senza incontrare resistenza; alle 13:45 del 14 maggio i legionari provenienti da Bjerkvik si incontrarono con gli Chasseurs Alpins che discendevano da nord, i quali proseguirono nella loro avanzata assicurando la riva settentrionale del Rombaksfjord. Il primo attacco anfibio condotto dagli Alleati nella seconda guerra mondiale si concluse con la perdita di soli 36 uomini uccisi.

### La presa di Narvik

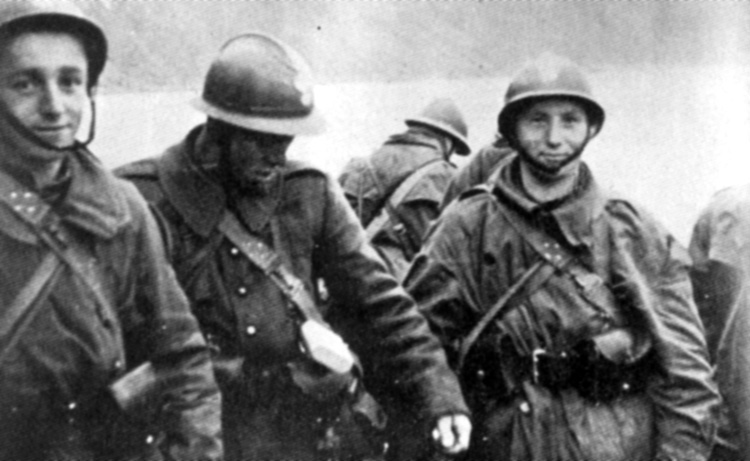
Soldati polacchi durante una pausa dei combattimenti

L'azione di Bejrkiv era stata un successo, ma gravi sviluppi sfavorevoli agli Alleati stavano avendo luogo sul fronte occidentale: il 10 maggio i tedeschi avevano lanciato l'operazione Fall Gelb, l'attacco contro Francia, Belgio e Paesi Bassi; tra il 12 ed il 15 maggio, mentre la 24th (Guards) Brigade veniva ritirata dal fronte di Narvik per essere inviata a Bodø a contrastare i reparti tedeschi che risalivano da Trondheim, i panzer del generale Heinz Guderian sfondarono il fronte a Sedan, mandando in crisi tutto lo schieramento Alleato. Il 24 maggio, davanti alla prospettiva di un annientamento dell'intera British Expeditionary Force a Dunkerque, il governo britannico, ora presieduto da Winston Churchill, decise di ritirare l'intero contingente Alleato dalla Norvegia; venne comunque deciso di portare a termine l'operazione di riconquista di Narvik, al fine di garantire una sicura evacuazione delle truppe Alleate e di renderne il porto il più possibile inagibile da parte dei tedeschi.
L'attacco anfibio iniziò alle 23:40 di quel 27 maggio, quando l'incrociatore HMS Cairo e quattro cacciatorpediniere iniziarono a bombardare la zona prevista per lo sbarco, un tratto di costa 1,5 km ad est di Narvik e denominato "Orneset Beach"; all'azione si unirono anche due batterie di cannoni francesi ed una di pezzi norvegesi, che sparavano dalla penisola di Öyjord. Alla mezzanotte del 28 maggio, ma con la piena luce del giorno, la prima ondata, costituita dal 1º Battaglione della 13ª DBLE e due carri H-39, si diresse verso il punto di sbarco: i carri si impantanarono nel terreno fangoso, ma i legionari lanciarono un deciso assalto in salita contro le posizioni tedesche, respingendole progressivamente. I mezzi da sbarco tornarono ad Öyjord per imbarcare la seconda ondata, il 2º Battaglione del 15º Reggimento di fanteria norvegese, ma il fuoco dell'artiglieria e dei mortai tedeschi rese difficoltosa l'operazione, costringendo le unità britanniche a spostarla sull'altro lato della penisola; solo alle 4:00 fu possibile sbarcare i norvegesi sul fianco destro dei legionari, ma il loro arrivo consentì di mettere in sicurezza la zona di sbarco.

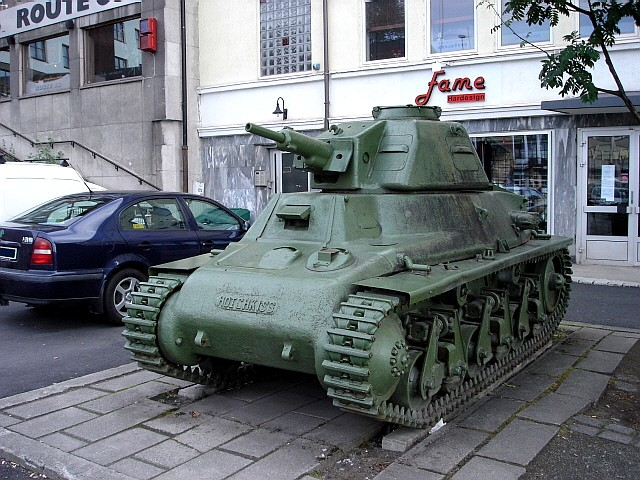
Un carro armato francese Hotchkiss H-39, oggi usato come monumento nella città di Narvik

Alle 4:30, poco dopo l'alba, i bombardieri della Luftwaffe intervennero in appoggio alle truppe di Dietl: l'incrociatore Cairo venne colpito due volte riportando gravi danni e 30 morti tra l'equipaggio, mentre un peschereccio norvegese carico di munizioni venne centrato in pieno ed esplose; poco dopo intervennero i caccia della RAF, che abbatterono quattro bombardieri nemici ed obbligarono gli altri a ritirarsi. Mentre le unità britanniche interrompevano il bombardamento delle posizioni tedesche per effettuare manovre di disimpegno, i gebirgsjäger lanciarono subito un contrattacco contro la testa di ponte, respingendo i legionari ed i norvegesi fino alla spiaggia; accortosi dell'attacco, il cacciatorpediniere HMS Beagle interruppe il ripiegamento e riprese il bombardamento, subito imitato dalle batterie Alleate disposte ad Öyjord: grazie a questo fuoco il contrattacco venne fermato e la situazione ristabilita nel giro di mezz'ora. Le incursioni della Luftwaffe ritardarono lo sbarco della terza ondata (il 2º Battaglione della 13ª DBLE ed altri tre H-39), che non poté prendere terra prima delle 11:00; nel giro di un'ora le truppe franco-norvegesi espugnarono le alture che dominavano la stazione ferroviaria, inducendo il comandante tedesco ad ordinare un'immediata ritirata verso est in direzione di Bjørnfjell.

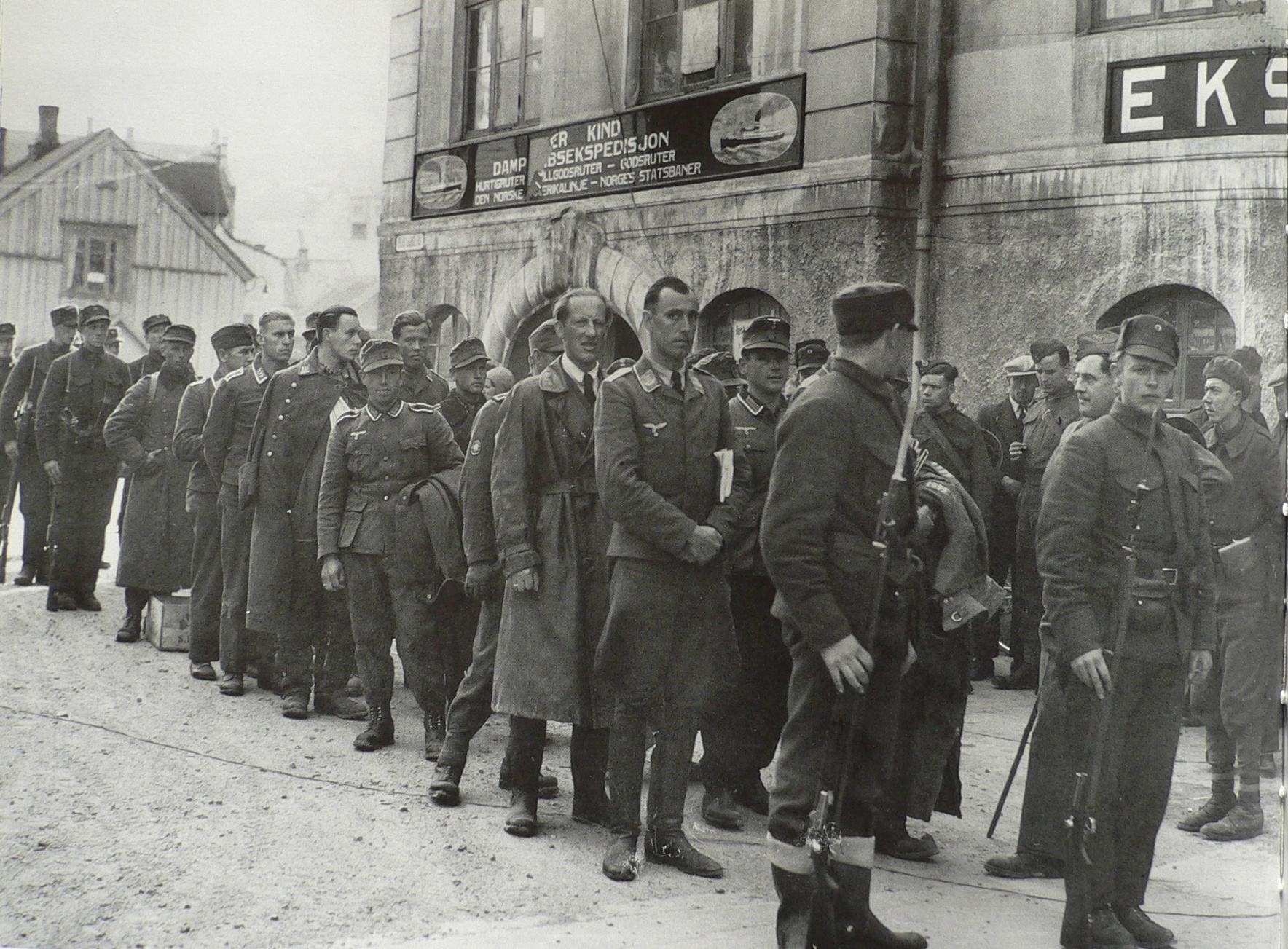
Prigionieri tedeschi scortati dalle truppe Alleate ad Harstad

Mentre erano in corso gli assalti contro Narvik, due battaglioni polacchi lanciarono un attacco contro Ankenes verso mezzanotte, in concomitanza con i primi sbarchi: nonostante l'appoggio di due carri H-39 francesi, dell'artiglieria campale britannica e dei grossi calibri dell'incrociatore Southampton, il primo attacco contro la cittadina fu respinto; si sviluppò così uno scontro a fasi alterne, culminato con un pesante contrattacco tedesco verso le 7:00, respinto dai polacchi. Intorno alle 12:00 le truppe di Bohusz-Szyszko riuscirono a stabilizzare la situazione, occupando alcune alture alle spalle della cittadina ed obbligando i tedeschi ad abbandonarla, ripiegando su Beisfjord; i polacchi si lanciarono all'inseguimento, e nel tardo pomeriggio si ricongiunsero a Beisfjord, evacuata dai tedeschi, con i motociclisti della Legione, provenienti da Narvik.
L'onore di liberare la città venne lasciato da Béthouart al 2º Battaglione norvegese, arruolato in gran parte nella zona di Narvik: le truppe di Fleischer, che si era unito ai suoi soldati durante l'attacco finale, fecero quindi il loro ingresso nella città deserta intorno alle 17:00. La battaglia finale era costata agli Alleati la perdita di 150 uomini uccisi, mentre tra 300 e 400 soldati tedeschi vennero catturati; dopo un attento esame dei genieri Alleati, le banchine, gli impianti portuali e la ferrovia vennero smantellati o distrutti, rendendo di fatto inagibile il porto per almeno un anno.

## Conseguenze

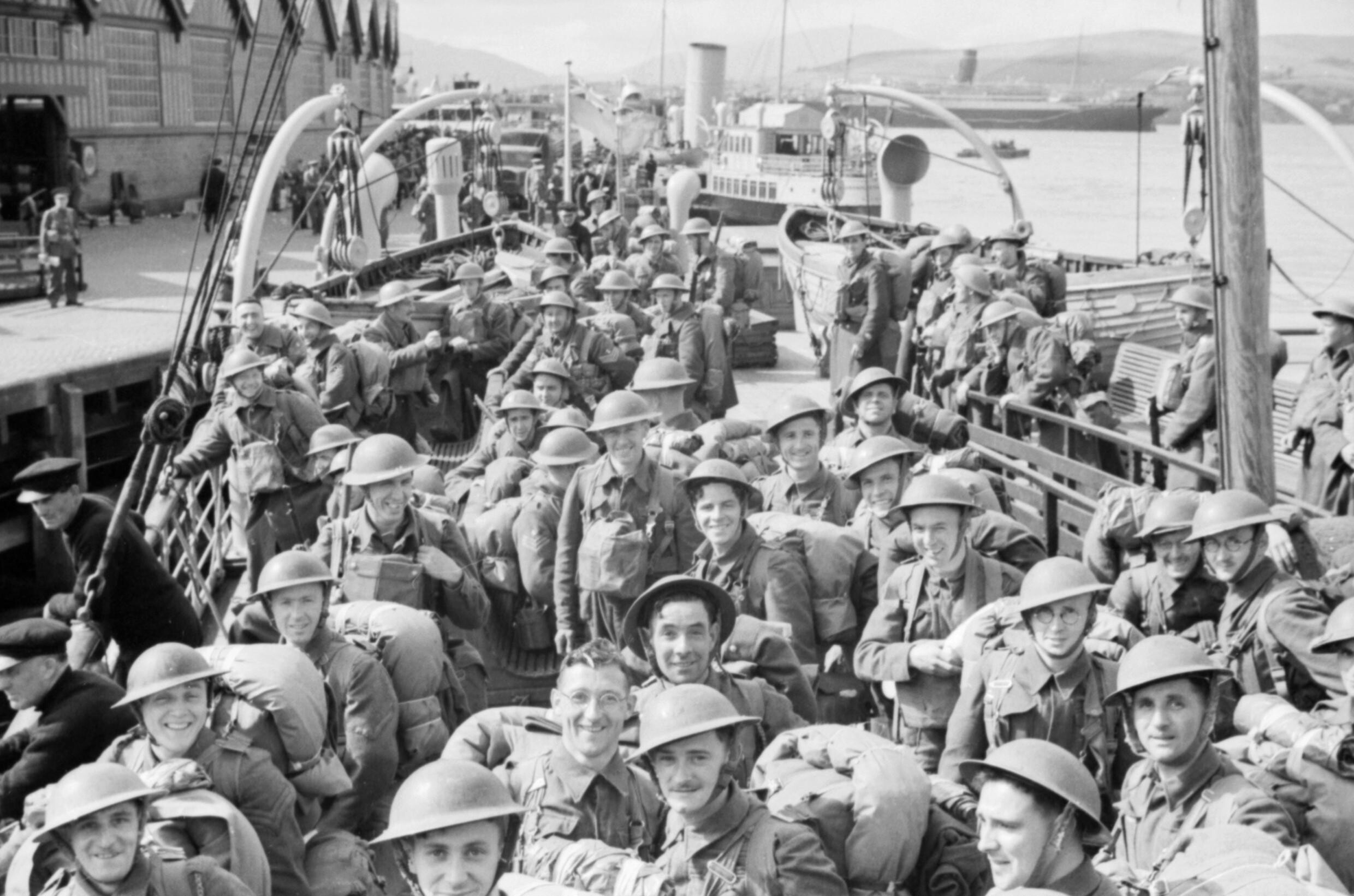
Soldati britannici rientrati dalla Norvegia nel porto di Greenock, in Scozia

Le truppe di Dietl vennero ricacciate a ridosso del confine svedese in un perimetro di 260 km² intorno alla stazione di Bjørnfjell, esauste ed a corto di munizioni; il generale stesso aveva previsto di ritirare i suoi uomini nella neutrale Svezia in caso di un nuovo attacco, ma, sebbene il comando norvegese avesse progettato una nuova offensiva per l'8 giugno, l'attenzione degli Alleati venne dirottata interamente all'evacuazione. Dopo averne dato comunicazione al governo norvegese il 1º giugno, il comando Alleato iniziò le operazioni di reimbarco dei contingenti britannici, francesi e polacchi il 4 giugno (Operazione Alphabet), sotto la direzione del viceammiraglio John G. P. Vivian, comandante degli incrociatori: le navi disponibili vennero organizzate in tre convogli, due con le unità più veloci destinate al trasporto delle truppe, ed uno con quelle più lente destinate agli equipaggiamenti, mentre la scorta era assicurata dagli incrociatori Southampton, HMS Coventry (ammiraglia di Vivian) e HMS Devonshire, e da sedici cacciatorpediniere. Le operazioni di imbarco vennero svolte nell'arco di tre notti, disperdendo le navi in una serie di fiordi e baie minori, ed utilizzando i cacciatorpediniere ed i pescherecci norvegesi per fare la spola tra la riva e le navi da trasporto; queste misure si dimostrarono efficaci: nonostante la costante ricognizione aerea, la Luftwaffe non si rese conto che l'evacuazione era iniziata.
Il primo convoglio veloce, con a bordo i primi 15 000 uomini, partì da Narvik il 6 giugno, seguito subito dopo dal convoglio lento; il 7 giugno seguente partì il secondo convoglio veloce con gli ultimi 10 000 uomini, mentre l'incrociatore Devonshire si recò indipendentemente a Tromsø per imbarcare il re Haakon VII di Norvegia, il governo e lo stato maggiore dell'esercito norvegese, tra cui il generale Fleischer. Senza sapere che l'evacuazione era iniziata, il 4 giugno precedente la Kriegsmarine aveva lanciato l'operazione Juno, una sortita mordi-e-fuggi da parte delle navi da battaglia Scharnhorst e Gneisenau contro le unità nemiche che operavano al largo della costa norvegese: le navi tedesche intercettarono ed affondarono varie unità britanniche che navigavano isolate (tra cui la portaerei HMS Glorious, carica degli aerei della RAF evacuati da Bardufoss), ma non riuscirono ad entrare in contatto con i convogli principali, che poterono rientrare in Gran Bretagna senza problemi. L'8 giugno il generale Otto Ruge ordinò ai resti dell'esercito norvegese di riunirsi nei centri di smobilitazione prefissati, ed avviò contatti diplomatici con i tedeschi per organizzare la resa.
Nonostante l'esito vittorioso sul campo, la battaglia per il controllo di Narvik si concluse con una sconfitta per gli Alleati, costretti a ritirarsi dalla Norvegia per far fronte alla situazione critica creatasi sul fronte francese. La conquista della Norvegia, conclusasi con la rioccupazione di Narvik, rappresentò un importante successo per la Germania, che da un lato mise in sicurezza le sue rotte di approvvigionamento dalla Svezia, e dall'altro consentì l'acquisizione di importanti basi aeronavali per gli U-Boot e le navi di superficie tedesche, da cui potevano agevolmente minacciare i convogli Alleati diretti in Unione Sovietica; al tempo stesso però, la campagna si dimostrò particolarmente costosa per la flotta di superficie tedesca, che ebbe un gran numero di unità affondate o gravemente danneggiate. La città di Narvik rimase sotto occupazione tedesca fino alla resa della Germania, l'8 maggio 1945.